# Patrizio Gambirasio
Patrizio Gambirasio (Calusco d'Adda, 23 gennaio 1961) è un ex ciclista su strada italiano.
Professionista dal 1983 al 1989, conta una vittoria di tappa al Giro d'Italia.

## Carriera
È stato un buon dilettante: ha vinto il Gran Premio di Carnago nel 1981, la Coppa Fiera di Mercatale e la Milano-Busseto entrambe nel 1982.
Passato professionista nel 1983, non è riuscito in seguito a ripetere i successi giovanili. L'8 giugno 1988 ha ottenuto il principale risultato di carriera imponendosi nella diciassettesima tappa del settantunesimo Giro d'Italia con arrivo a Borgo Valsugana.
In carriera ha disputato cinque Giri d'Italia, concludendone quattro, di cui due all'ultimo posto della classifica generale.

## Palmarès
- 1981 (G.S. Passerini Gomme)

Gran Premio Industria Commercio Artigianato Carnaghese
- 1982 (G.S. Passerini Gomme)

1ª tappa Settimana Ciclistica Bergamasca (Milano > Verdellino)
Milano-Busseto
Coppa Fiera di Mercatale
5ª tappa Course de la Paix (Opava > Częstochowa)
3ª tappa Giro Baby
- 1988 (Selca, una vittoria)

17ª tappa Giro d'Italia  (Innsbruck > Borgo Valsugana)

### Altri successi
- 1982 (G.S. Passerini Gomme)

Oudenaarde

## Piazzamenti

### Grandi Giri
- Giro d'Italia

1985: 135°
1986: 137°
1987: fuori tempo (8ª tappa)
1988: 120º
1989: 141º
- Tour de France

1985: ritirato (17ª tappa)
- Vuelta a España

1984: 92º

### Competizioni mondiali
- Campionati del mondo

Goodwood 1982 - In linea: 10º